# Susana Baca
Susana Baca de la Colina (Lima, 24 maggio 1944) è una cantante, compositrice e politica peruviana.

## Biografia
In attività dagli anni Ottanta, è cugina dei musicisti Caitro Soto e Ronaldo Campos nonché moglie del musicologo boliviano Ricardo Pereyra, col quale ha fondato l’Institut Negrocontinuo nel 1992.
Ha vinto due Latin Grammy: il primo nel 2002 per l'album Lamento Negro, l'altro nel 2011 per Latinoamérica, canzone in cui ha duettato coi Calle 13.
Nel 2011 è stata per alcuni mesi Ministro della Cultura in Perù, prima donna nera a ricoprire tale carica. Sempre in quell'anno è stata eletta presidentessa della Cultura dell'Organizzazione degli Stati Americani, con mandato biennale.

## Discografia
- 1987 – Color de Rosa Poesía y Canto Negro
- 1991 – Vestida de Vida, Canto Negro de las Américas!
- 1992 – Fuego y Agua
- 1997 – Susana Baca
- 2000 – Eco de Sombras
- 2001 – Lamento Negro
- 2002 – Espíritu Vivo
- 2004 – Lo Mejor de Susana Baca
- 2006 – Travesías
- 2009 – Seis Poemas
- 2011 – Afrodiaspora 2011
- 2021 – Palabras Urgentes
- 2021 - con Amilcar Soto Rodriguez e I Solisti Veneti, Mujeres de Arena y Otras Historia, album realizzato presso Studio 2, Padova